# Ranulf II
Ranulf II, również Rannoux, Rannulf, Ramnulf, Ranulph (ur. 850, zm. 5 sierpnia 890), syn Ranulfa I, księcia Akwitanii i hrabiego Poitiers, oraz Bilichildy z Maine.
Po śmierci ojca w 866 r. został hrabią Poitiers. Nie odziedziczył natomiast tytułu księcia Akwitanii. Przyjął go dopiero w 887 r. Po śmierci cesarza Karola Otyłego w 888 r. przyjął tytuł króla Akwitanii. Był ostatnią osobą, która używała tego tytułu. Tytuł królewski Ranulfa potwierdzają Annales Fuldenses. Ranulf mógł zostać wybrany przez możnych akwitańskich tymczasowym monarchą do czasu uznania przez nich króla zachodniofrankijskiego Odona.
Możliwe, że Ranulf był opiekunem małego Karola, pogrobowego syna króla Ludwika II Jąkały, późniejszego króla Karola III. Z całą pewnością Ranulf nie uznawał Odona za prawowitego króla Franków. Annales Vedastini pod 889 r. tytułują Ranulfa "księciem większej części Akwitanii" (dux maximae partis Aquitaniae). Ranulf utworzył również wicehrabstwo Thouars, które miało chronić Akwitanię przed najazdami wikingów.
Ranulf był żonaty z Ermengardą (zm. 935). Miał z nią syna Ranulfa III, który był jego następcą w hrabstwie Poitiers. Ranulf II miał również nieślubnego syna Ebalusa, który został kolejnym księciem Akwitanii, a po śmierci Ranulfa III również hrabią Poitiers.